# Michael Short
Michael Short (Bermuda, 27 februari 1937) is een Brits componist en muziekpedagoog.

## Levensloop
Short kreeg zijn basisopleiding aan de Gillingham Grammar School. Hij studeerde aan de Universiteit van Bristol. Short deed zijn muziekstudies aan het Morley College en aan de Universiteit van Londen. In 1966 kreeg hij een studiebeurs van de Mendelssohn stichting, met die hij in Italië bij Goffredo Petrassi en later ook in Londen als privé student bij Sir Lennox Berkeley kon studeren. 
Sindsdien componeert hij gevarieerde muziek, zowel opdragen van professionele ensembles alsook werken voor amateurs, educatieve muziek en ook jazz werken. Vele van zijn werken zijn via de omroep uitgezonden en werden in vele landen van de wereld uitgevoerd. 
Short was in het verleden werkzaam als muziek bibliothecaris, docent en professor voor muziekgeschiedenis maar sinds geruime tijd is hij als freelance componist bezig. Short is lid van de British Academy of Composers & Songwriters en was vele jaren lid van de voormalige Composers' Guild of Great Britain, waar hij ook in het bestuur gewerkt heeft. In 1989 kreeg hij een studiebeurs voor compositie van het Trinity College of Music in Londen. Short was jurylid van de competitie BBC Young Musician of the Year en van het Boosey & Hawkes National Band Competition. 
Naast het componeren heeft hij ook een speciale studie gedaan over het leven en de muziek van Gustav Holst. Hij heeft een voortreffelijke biografie Gustav Holst: The Man and His Music uitgegeven en ter gelegenheid van de honderdste verjaardag van de componist Holst publiceerde hij een documentatie over Holst's werken, zijn brieven en organiseerde een expositie in Londen's Royal Festival Hall Holst Centenary Exhibition.

## Composities

### Werken voor orkest
- 1985 Sinfonia, voor blokfluit en strijkers
- Variations on a Scottish Theme, voor orkest
- A Romantic Symphony; voor orkest
- Concert Music, voor strijkorkest
- Apollo Concerto No. 1 voor dwarsfluit en strijkorkest
- Apollo Concerto No. 2 voor hobo en strijkorkest
- Apollo Concerto No. 3 voor klarinet en strijkorkest
- Apollo Concerto No. 4 voor fagot en strijkorkest
- Apollo Concerto No. 5 voor hoorn en strijkorkest
- Apollo Concerto No. 6 voor trompet en strijkorkest
- Apollo Concerto No. 7 voor piano en strijkorkest
- Double Concerto (No.1), voor twee violen en strijkorkest
- Double Concerto (No.2), voor twee violen en strijkorkest

### Werken voor harmonieorkest
- 1986 Lyric Suite
- 1987 Countdown (to Eternity)
  1. Mystery - the fascination of nuclear power
  2. Imaginations - Anxiety begins and nervous doubts increase
  3. Reality - Time is ticking on
- 1989 A Derbyshire Music
  1. On Stanton Moor
  2. The Cat and the Fiddle
  3. Lord Mulgrave's Dining Room
  4. Well Dressing
- 1997 Symphony for Winds
- A Musical Mirror - "A Renaissance Suite"
- Caledonia, symfonische suite
- Caledonia Festoso
- Estonia!, ouverture
- Gaudeamus
- Intrada, song and dance
- Kentish Fire
- Making Tracks, symfonische suite
  1. Revving Up
  2. Under the Night Sky
  3. On Patrol
- Old English Suite, voor harmonieorkest
  1. The Wraggle Taggle Gypsies 0!
  2. Lavender's Blue
  3. Dashing Away with the Smoothing Iron
- Our fighting ships, concert-fantasie
- Seven Steps to Heaven, suite voor harmonieorkest
- Short shrift, concertmars
- Stonehenge, symfonische studie
- Three Negro Spirituals, voor bariton en harmonieorkest

### Cantates
- Galileo Galilei, cantate voor spreker, gemengd koor, klein (motet)koor, strijkkwartet en orkest
- A Vision of Winter, cantate

### Werken voor koren
- 1963-1966 Music to hear, voor gemengd koor - tekst: William Shakespeare, "Sonnet VIII"
- 1975 Song's Eternity, voor driestemmig vrouwenkoor - tekst: John Clare (1793-1864), "Song's Eternity", uit Poems
- 2002 Celebration Ode, voor gemengd koor en orkest
- A Wedding Song, voor gemengd koor
- Three Shakespeare Songs, voor gemengd koor

### Vocale muziek
- Reflections, voor mezzosopraan en kamer-ensemble - tekst: Graham Reynolds

### Kamermuziek
- 1982 November Music voor altviool en gitaar
- Six Poems, voor blazerskwintet
- Strijkkwartet Nr. 1
- Strijkkwartet Nr. 2
- Strijkkwartet Nr. 3
- Strijkkwartet Nr. 4

## Publicaties
- Michael Short, Michael Saffle: Compiling Lis(z)ts: Cataloging the Composer's Works and the New Grove 2 Works List, in:  Journal of Musicological Research, Volume 21, Issue 3, July 2002, pages 233 - 262
- Michael Short: Gustav Holst: The Man and his Music, Oxford University Press, 1990, 530 p.
- Michael Short: Gustav Holst: A Centenary Documentation
- Michael Short: Gustav Holst: Letters to W. G. Whittaker, University of Glasgow, 1974
- Michael Short, Leslie Howard: Ferenc Liszt (1811-1886) - a List of his Musical Works, Quaderni dell’Istituto Liszt, nr. 3, Milano, Rugginenti, 2004